# Дестилирана любов
Дестилирана любов (на испански: Destilando amor) е мексиканска теленовела, режисирана от Мигел Корсега и продуцирана от Никандро Диас Гонсалес под лиценза на РЦН Телевисион за Телевиса през 2007 г. Либретото, написано от мексиканската сценаристка и драматуржка Кари Фахер, е базирано на колумбийската теленовела Кафе с аромат на жена, създадена от Фернандо Гайтан. В оригиналната история се вмъква в сюжета кафето, а в настоящата версия Телевиса поставя в сюжетната линия текилата като най-известния продукт на Мексико.
В главните роли са Анхелика Ривера и Едуардо Яниес, а в отрицателните - Серхио Сендел, Шантал Андере и Марта Хулия. Специално участие вземат Ана Патрисия Рохо, Фернанда Кастийо, Ана Мартин, Алехандро Томаси и Марта Рот.

## Сюжет
Историята започва в полетата на Халиско, където всяка година се извършва прибирането на агавето. Работничките Тереса „Чайката“ Ернандес и майка ѝ, Кларита Ернандес, тръгват с автобуса от Гуадалахара до Текила, а от там - до хасиенда „Ла Монталвеня“, собственост на Амадор Монталво. В същото време Амадор пристига в Текила заедно със съпругата си Пилар. Главата на семейство Монталво има чувството, че ще умре, но съпругата му не вярва на думите. Докато синът им, Фелипе, и съпругата му, Констанса, гостуват, Амадор умира, като преди това казва на управителя на хасиендата, Роман, да не оставя Чайката и Кларита без работа. Междувременно, по-голямата част от семейството е в чужбина. Бруно, син на Амадор и Пилар, и съпругата му, Федра, са в Ню Йорк, където управляват централата на „Монталво Корпорейшън“. Родриго, Аарон и София живеят в Лондон. София живее с Джеймс О'Браян, а Даниела живее в Париж, където учи танци. Четиримата получават обаждане от семейството и разбират, че Амадор умира, така те оставят това, което правят, и напускат веднага. Баща им умира, а погребението се провежда на следващия ден.
На поклонението Чайката оставя няколко цветя върху ковчега, а Родриго отива да се помоли за душата на баща си заедно с нея. Така двамата се срещат. Двамата започват да се срещат, а Родриго ѝ казва, че ще трябва да замине за Лондон и да продължи своя докторат в университета в Кеймбридж. Денят преди Родриго да замине, той и Чайката отиват в полетата с агаве и правят любов. След като той си тръгва, тя разбира, че е бременна. Местен фотограф ѝ обещава помощ, предлагайки ѝ работа в Париж. Тя приема и заминава за Париж с мадам Колет. При пристигането си Чайката разбира, че е измамена и открива, че е изпратена да работи като проститутка. Тя бяга, но тъй като не се е хранила, припада пред ресторант. Бенвенуто Вердучи, собственикът на ресторанта, ѝ помага, давайки ѝ пари, за да отиде в Лондон.
При пристигането си Чайката търси Родриго. Вижда го на ъгъла на една улица. Развълнувана, тя пресича, без да се огледа, и е блъсната от автомобил. Родриго вижда инцидента, но не вижда пострадалата жена, защото получава обаждане от чичо си Бруно, който му казва, че родителите му Констанса и Фелипе са загинали при самолетна катастрофа.
Чайката и Кларита намират малък апартамент в град Мексико. Чайката си намира работа като рецепционистка на хотел. Тя търси друга работа и вижда свободната позиция за секретарка в „Монталво Ентерпрайсес“. Кандидатства, използвайки името, дадено ѝ при пътуването за Париж, Мариана Франко Виляреал. Тя е интервюирана от Аарон, ръководителя на компанията и братовчед на Родриго. Чайката настоява Аарон да я наеме. Накрая е наета като рецепционистка. Междувременно, в завещанието на Амадор се разбира, че първородният му син е наследник на богатството му. Минерва, съпругата на Аарон, настоява първо да забременее. Аарон има незаконна връзка с Памела Торебланка. Минерва открива, че Чайката работи в „Монталво Ентерпрайсес“ и се опитва да я изгони. Исадора продължава да се опитва да съблазни Родриго безрезултатно. Родриго и Чайката все още са влюбени един в друг. Минерва обявява, че е бременна. Родриго смята, че Чайката работи във ферма във Веракрус, затова отива там, опитвайки се да я намери.
Постепенно, Чайката се изкачва в йерархията до мениджърска позиция, за ужас на някои от семейство Монталво. Минерва смята, че съпругът ѝ Аарон спи с Чайката, което не е така. Той ѝ изневерява с Памела. Чайката решава да промени името си законно на Мариана Франко. Тя трябва да се обади на Родриго по важен въпрос, но се колебае. Междувременно, Минерва и Аарон се скарват и тя пада по стълбите.
Минерва губи бебето си. В завещанието на Амадор има клауза, според която управлението на компанията трябва да се извършва от член на семейството. Всичко сочи към Родриго. Той обаче не иска. Отивайки при Чайката, за да говорят, тя се опитва да се прикрие, но безрезултатно. Родриго я вижда и се целуват. Сега, когато е намерил жената на живота си, той решава, че иска да ръководи компанията. Двамата се събират. Междувременно, Аарон участва в тъмни сделки, използвайки компанията. Родриго и Чайката отиват на пристанището, за да проверят пратките с текила. Междувременно, Исадора иска да бъде изкуствено осеменена, заминава за Хюстън за лечение. Съседът ѝ Франсиско се опитва да я съблазни.
Той успява и те заедно отиват на екскурзия до Акапулко. Аарон решава, че иска да се разведе с Минерва, защото тя няма да му роди син. Той иска да се ожени за Памела и се надява тя да му роди сина, който иска. Чайката и Бенвенуто, италианският готвач, стават приятели, но Родриго в своята ревност смята, че между тях има нещо повече от приятелство. Докато работи в офиса късно една вечер, Чайката запява песента, която е пяла на полето. Минерва и Исадора я подслушват и откриват, че Мариана и Чайката са една и съща личност. Тогава започват да правят план, за да я изгонят от фирмата.
Мариана е уволнена, тъй като се появяват доказателства, че е ограбила компанията и че е любовница на Аарон. Тя напуска и се опитва да забрави миналото си. Чайката и майка ѝ преминават през тежки икономически мигове. Някой, който я познава заради добрите ѝ дела, ѝ помага да говори с Родриго за своите трудности. Той отправя препоръчително писмо до Регулаторната комисия в Текила, където е приета да работи там.

## Актьори
- Анхелика Ривера - Тереса Ернандес Гарсия „Чайката“ / Мариана Франко Виляреал де Монталво
- Едуардо Яниес - Родриго Монталво Сантос
- Серхио Сендел - Аарон Монталво Итурбе
- Шантал Андере - Минерва Олмос де Монталво
- Ана Мартин - Клара Ернандес Гарсия
- Марта Хулия - Исадора Дуарте де Монталво
- Алехандро Томаси - Бруно Монталво Хил
- Ана Патрисия Рохо - София Монталво Сантос
- Рене Стриклер - Д-р Алонсо Сантовеня
- Педро Армендарис мл. - Ървинг Томас
- Патрисия Мантерола - Ерика Робледо
- Хуана Бенедек - Памела Торебланка
- Хулио Алеман - Роберто Авеянеда
- Марта Рот - Пилар Хил вдовица де Монталво
- Хосе Луис Ресендес - Иларио Кихано
- Оливия Бусио - Федра Итурбе де Монталво
- Густаво Рохо - Нестор Видегарай
- Хайме Гарса - Роман Кихано
- Алма Муриел - Министърка
- Норма Ласарено - Нурия Толедо де Дуарте
- Роберто Вандер - Рикардо Дуарте
- Раул Падия „Чофоро“ - Криспин Кастаньо
- Мария Прадо - Хосефина Чавес
- Фернанда Кастийо - Даниела Монталво Сантос
- Хулио Камехо - Франсиско де ла Вега и Чаверо / Чавес
- Жан - Патрисио Итурбе Солорсано
- Хуан Пелаес - Министър
- Луис Урибе - Лоренсо Оняте
- Хулио Вега - Монтесинос
- Хуан Вердуско - Отец Косме
- Мануел Ландета - Роземберг
- Марко Уриел - Олавария
- Рикарод Вера - Сото
- Габриел де Сервантес - Лонгория
- Тео Тапия - Гаспар Торебланка
- Фабиан Лавайе
- Саморита
- Карлос де ла Мота - Джеймс О'Браян
- Бибелот Мансур - Акасия
- Мариана Риос - Санхуана Ескахадийо де Кихано
- Адриана Лафан - Офелия де Кихано
- Едуардо Елисер - Елвис
- Юлиана Пениче - Маргарита
- Силвия Рамирес - Ювия Камарго
- Рубен Моралес - Кинтана
- Алисия Енсинас - Барбара де Торебланка
- Мигел Галван - Кармело
- Адалберто Пара - Мелитън
- Хулиета Брачо - Елвира
- Келчи Арисменди - Едувина
- Педро Уебер „Чатануга“ - Отон Аргуейо
- Хавиер Руан - Деметрио Урбан
- Росанхела Балбо - Жосефин
- Тоньо Инфанте - Хеласио Баралес
- Жаклин Волтер - Фелисити
- Рикардо Силва - Роландо
- Ребека Манкита - Колет
- Хуан Карлос Касасола - Грахалес
- Салвадор Ибара - Медина
- Рикардо Клейнбаум - Лопес
- Алехандро Арагон - Максимино Вайехо
- Росита Бучот - Флавия
- Давид Остроски - Едуардо Салдивар
- Уго Масиас Макотела - Арнулфо
- Хорхе Ортис де Пинедо - Ренато
- Артуро Кармона - Алфредо Лайола
- Рафаел дел Вияр - Еухенио Ферейра
- Ерик Геча - Нелсън
- Малилани Марин - Албертина
- Лаура Флорес - Присила Йоренте
- Хосе Хулиан - Певец
- Луис Марио Кирос - Паулино Техейрас
- Ребека Манрикес - Агрипина
- Милтън Кортес - Кубински партньор на Аарон
- Фелипе Нахера - Карлос
- Луис де Алба - Нестор
- Сарай Меса - Чайката (дете)
- Хорхе Варгас - Фелипе Монталво Хил
- Ирма Лосано - Констанса Сантос де Монталво
- Мануел „Флако“ Ибаниес - Себе си
- Рафаел Инклан - Кордеро
- Сесар Бото - Себе си
- Хоакин Кордеро - Дон Амадор Монталво
- Давид дел Реал - Пилот

## Премиера
Премиерата на Дестилирана любов е на 22 януари 2007 г. по Canal de las Estrellas. Последният 170. епизод е излъчен на 16 септември 2007 г.

## Екип
- Оригинална история – Фернандо Гайтан
- Либрето – Кари Фахер
- Ко-адаптация – Херардо Луна
- Литературна редакция – Росарио Велисия
- Литературен консултант – Оливия Рейес
- Сценография – Рикардо Наварете
- Декор – Антонио Мартинес
- Дизайн на костюми – Марта Летисия Ривера, Хуан Мануел Мартинес
- Начална музикална тема – Por amarte
- Изпълнител – Пепе Агилар
- Крайна музикална тема – Ay Gaviota
- Изпълнител – Анхелика Ривера
- Музикално оформление – Хуан Лопес, Мигел Анхел Мендоса
- Редактори – Сусана Валенсия, Пабло Пералта
- Директор продукция – Валентин Родригес
- Главен координатор – Мария дел Кармен Маркос
- Продуценти – Мария дел Кармен Маркос, Хосе Антонио Арвису
- Режисьор на сцена в локация – Виктор Родригес
- Втори режисьор – Рикардо де ла Пара
- Гост-режисьор – Артуро Рипстейн
- Оператори – Бернардо Нахера, Габриел Васкес Булман, Ернесто Ареола
- Режисьори – Мигел Корсега
- Изпълнителен продуцент – Никандро Диас Гонсалес

## Награди и номинации
Награди TVyNovelas (2008)
| Категория                            | Личност                                          | Резултат   |
| ------------------------------------ | ------------------------------------------------ | ---------- |
| Най-добра теленовела                 | Никандро Диас Гонсалес                           | Печели     |
| Най-добра актриса в главна роля      | Анхелика Ривера                                  | Печели     |
| Най-добър актьор в главна роля       | Едуардо Яниес                                    | Печели     |
| Най-добра актриса в отрицателна роля | Шантал Андере                                    | Печели     |
| Най-добър актьор в отрицателна роля  | Серхио Сендел                                    | Печели     |
| Най-добра актриса в поддържаща роля  | Марта Хулия                                      | Номинирана |
| Най-добър актьор в поддържаща роля   | Алехандро Томаси                                 | Печели     |
| Най-добър пръв актьор                | Хулио Алеман                                     | Номиниран  |
| Най-добра първа актриса              | Ана Мартин                                       | Печели     |
| Най-добра история или адаптация      | Кари Фахер Херардо Луна                          | Печелят    |
| Най-добър режисьор                   | Мигел Корсега Виктор Родригес Рикардо де ла Пара | Печелят    |
| Най-добър оператор                   | Ернесто Ареола                                   | Печели     |

## Версии
- Кафе с аромат на жена, колумбийска теленовела от 1994 г., продуцирана и режисирана от Пепе Санчес за RCN Televisión, с участието на Маргарита Роса де Франсиско, Гай Екер и Алехандра Бореро.
- Cuando seas mía, мексиканска теленовела от 2001 г., продуцирана от Рафаел Гутиерес за TV Azteca, с участието на Силвия Наваро и Серхио Басаниес.
- Кафе с аромат на жена, колумбийска теленовела от 2021 г., продуцирана от RCN Televisión и разпространена от Telemundo, с участието Уилям Леви и Лаура Лондоньо.